# Реховський Іван Анатолійович
Іван Анатолійович Реховський (рос. Иван Анатольевич Реховский; 3 вересня 1986, Капустин Яр, РРФСР — 2 липня 2022, Харківська область, Україна) — російський офіцер, капітан ЗС РФ, воєнний злочинець. Герой Російської Федерації.

## Біографія
Закінчив 9 класів волгоградської школи №16, в 2011 році — Загальновійськову академію Збройних сил РФ в Новосибірську. Під час навчання а академії брав участь у змаганнях з плавання, представляв Південний військовий округ. Учасник вторгнення в Україну, командир групи спецпризначення. 2 липня 2022 група під командуванням Реховського відправилася на допомогу російському підрозділу, що потрапив у засідку на території Харківської області. Вийшовши до опорного пункту ЗСУ, на питання українського військового: «хто такі?», Іван відповів: «свої, свої» після чого дав команду групі відкрити вогонь. Підійти до українських позицій, Івану вдалося завдяки прапору України, який він розмістив на своєму бронежилеті. Використання розпізнавальних знаків таким чином є воєнним злочином. Згодом, у ході перестрілки, Реховський зазнав двох кульових поранень, які виявилися смертельними. Капітана було поховано у Ленінському районі.

## Нагороди
- Друге місце на змаганнях з плавання на 200 метрів[5]
- Звання «Герой Російської Федерації» (2023, посмертно)[6][7][8]